# Sonnet 19

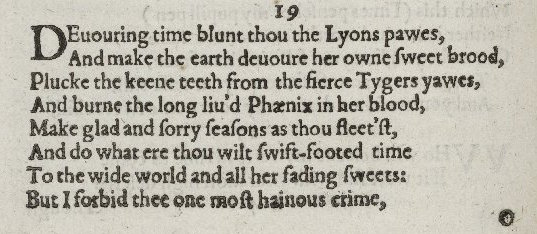

Sonnet 19 o Devouring Time, blunt thou the lion's paws è il diciannovesimo dei Sonnets di William Shakespeare.
Devouring Time, blunt thou the lion's paws,

And make the earth devour her own sweet brood;

Pluck the keen teeth from the fierce tiger's jaws,

And burn the long-liv'd phoenix, in her blood;

Make glad and sorry seasons as thou fleets,

And do whate'er thou wilt, swift-footed Time,

To the wide world and all her fading sweets;

But I forbid thee one most heinous crime:

O! carve not with thy hours my love's fair brow,

Nor draw no lines there with thine antique pen;

Him in thy course untainted do allow

For beauty's pattern to succeeding men.

    Yet, do thy worst old Time: despite thy wrong,

    My love shall in my verse ever live young.

## Analisi del testo
Il sonetto diciannove si divide in tre parti: in modo irregolare rispetto alla struttura metrica, il primo nucleo tematico si svolge nei primi sette versi, lasciando all'ultimo verso della seconda quartina la prima svolta, per mezzo del but; la seconda parte va dal verso 8 a tutta la terza quartina; il distico conclusivo chiude il sonetto coi vv. 13 e 14.
La tematica di questo testo si lega a quella del precedente e più celebre Sonnet 18, ma la materia dell'eternità della poesia, contro il Tempo che cancella ogni cosa, è qui trattata in modo e con toni diversi: l'io lirico si rivolge con veemenza al "Tempo vorace" (devouring Time) e non direttamente al fair youth, la cui bellezza è qui solo l'oggetto dell'azione funesta.